# Primeira República das Filipinas
A República das Filipinas (em castelhano:  República Filipina),  mais comumente conhecida como a Primeira República Filipina ou República de Malolos foi um governo rebelde de curta duração nas Filipinas. Foi formalmente criado com a proclamação da Constituição de Malolos em 23 de janeiro de 1899 em Malolos, Bulacão, e durou até a captura e entrega de Emilio Aguinaldo às forças estadunidenses em 23 de março de 1901 em Palanan, Isabela, que efetivamente dissolveu a Primeira República.
O estabelecimento da República das Filipinas foi o ponto culminante da Revolução Filipina contra o domínio espanhol. O Congresso de Malolos convocado em 15 de setembro, produziu a Constituição de Malolos. Essa constituição foi proclamada em 22 de janeiro de 1899, transformando o governo no que é conhecido atualmente como Primeira República das Filipinas, com Aguinaldo como seu presidente . Entretanto, em 10 de dezembro de 1898, o Tratado de Paris havia sido assinado, pondo fim a Guerra Hispano-Americana. O Artigo 3 º do tratado transferiu as Filipinas da Espanha para os Estados Unidos.
A Guerra Filipino-Americana, posteriormente, seguiu-se. Aguinaldo foi capturado pelas forças dos EUA em 23 de março de 1901 e fez um juramento aceitando a autoridade dos Estados Unidos sobre as Filipinas e assumindo a sua lealdade ao governo americano. Em 19 de abril, ele emitiu uma proclamação de rendição formal aos Estados Unidos, dizendo aos seus seguidores para que deponham as armas e desistam da luta, terminando a Primeira República Filipina. Posteriormente, os EUA continuaram a sua anexação das ilhas nos termos do Tratado de Paris . As Filipinas ficaram sob a soberania dos EUA até 1946, quando a independência formal foi concedida pelo  Tratado de Manila.